# Dmia
En la mitología griega Dmia (en griego antiguo: Δμῖα) es un personaje oscuro y un hápax citado por Hesiquio. Este nos dice que «Dmia es una hija de Océano con Deméter». Debido a que la grafía Dmia permanece corrupta se han propuesto enmendaciones por Halía (Ἁλία) o Amaía (Ἀμαία).  La forma «Halía» indica que se trataba de una ninfa marina (halía) y que de paso es otra grafía de las Oceaninas.  Hesiquio recopila en su léxico un puñado de deidades oscuras y locales que no se vuelven a repetir en otros textos. De Dmia nada más se sabe pero pudiera tratarse de una variante local de Despena, una hija arcadia de Poseidón y Deméter,  o bien una advocación marina y local de la propia Perséfone. Su grafía bien pudiera ser una variante del teónimo Deméter o Deo, o incluso Damia. 